# OGame
OGame este un joc online cu peste 2.000.000 de jucători în toată lumea. Tema jocului este un război inter-stelar.

## Începutul
Potrivit istoriei OGame-ului, în anul 2250 omul a început să colonizeze alte planete în Univers după invenția „Motorului cu impuls”, motoarele atigând viteza luminii. Descoperirile în domeniul științific au ajutat omul să ajungă în era pax. Pacea s-a terminat, când un element rar, „Xentronium” a fost descoperit, acesta fiind descris ca având puterea a 10,000 terran stele / microgram. Dorința pentru acest element a cauzat dispute între organizările de oameni, iar războiul a început. Războiul s-a sfârșit când „bomba omega”, urmașul în viitor al bombei nucleare, a fost folosit, distrugând o mare parte din tot ce a fost construit. Jocul începe după aceste evenimente, încercând să reconstruiască civilizația intrestelară construită de om.

## Jocul

### Alianțele
O alianță este un grup de jucători care sunt legați între ei, ca o ghildă sau un clan. Alianțele sunt folosite în general pentru că oferă solidaritate. Mai nou, toate universurile care sunt în versiunea 0,75a au devenit mai tactice datorită ACS (Alliance Combat System) care le permite jucătorilor să își staționeze flota pe planeta altui jucător în scopul protejării ei, și să atace împreună cu membrii din alianța lui. Această variantă există în toate universurile începând cu universul 18 și în universul 5 al variantei engleze a jocului. A mai fost adăugat în unele universuri a variantei poloneze și portugheze și în majoritatea serverelor germane. În curând va fi implementat și în universul 8 al variantei rusești.
Alianțele se protejează între ele de atacuri și se ajută prin schimburi comerciale între membri. Pagina unei alianțe este divizată în mai multe părți:
- Rang: rangul primit în cadrul alianței
- Membri: numărul persoanelor dintr-o alianță
- Textul extern: textul vizibil pe pagina alianței, este folosit pentru anunțuri și poate fi văzut de oricine
- Textul intern: textul vizibil doar membrilor alianței, zonă în care sunt afișate mesaje și anunțuri mai discrete
- Pagina Alianței: dacă există o pagină web a alianței va fi arătată aici (în general toate alianțele au propriul forum)

### Punctajul
Punctele sunt folosite pentru a departaja jucătorii, acestea sunt și un factor de departajare în cadrul alianțelor. Un punct este acordat pentru fiecare 1000 de unități de resurse cheltuite; iar 1 punct este luat pentru fiecare 1000 de unități pierdute. Punctele sunt obținuțe prin construirea de clădiri, nave, apărare și cercetare; punctele sunt pierdute prin pierderea navelor și a defensivei într-o luptă și prin abandonarea coloniilor pe care a fost construit ceva.

#### Resursele
Sunt 3 tipuri de resurse valabile în OGame: metal, cristal și deuterium.
- Metalul este cel mai frecvent întâlnit dintre resurse și este folosit în cantități mari pentru toate, de la clădiri și nave până la cercetare
- Cristalul este și el folosit pentru clădiri, dar este folosit cel mai mult pentru cercetare
- Deuteriumul este folosit drept combustibil pentru flota jucătorului și în unele cercetări.

Aceste resurse se obțin în 2 moduri:
- Prin jefuirea planetelor altor jucători
- Prin exploatarea minieră a planetei (planetelor)

Târziu în joc apare și o nouă opțiune pentru producerea resurselor, aceasta se numește „spargerea flotei” (fleetcrash). Prin această tehnică un jucător cu flotă mare distruge flota altor jucători iar apoi reciclează rămășițele flotei adverse (doar metal și cristal se pot obține prin această metodă).

#### Clădirile
Clădirile sunt folosite pentru: 
- A produce resurse
- Pentru energie
- Pentru depozitare (Depozitul de metal, Depozitul de cristal și Bazinul de deuterium)
- Pentru construcția de nave și defensivă (Port Naval)
- Pentru scurtarea timpului de construcție a clădiriilor (Uzina de roboți, Uzina de naniți) și a flotei și defensivei (Uzina de

naniți, Port Naval)
- Pentru cercetarea diverselor tehnologii (Laborator de cercetare)
- Pentru crearea și depozitarea rachetelor (Baza de rachete)

Clădirile din OGame sunt diferite de clădirile din restul jocurilor în mai multe feluri:
- Nu le plasezi, doar le construiești și le avansezi
- Le poți avansa de câte ori vrei (Nivelul 1, Nivelul 2 ș.a.m.d)
- Costul clădirilor se dublează la fiecare avansare cu excepția minelor a căror cost crește cu 150% / nivel

Fiecare clădire ocupa un „spațiu” pe planetă, fiecare nivel nou mai ocupă un spațiu. Când planeta a rămas fără spații nu mai pot fi construite clădiri noi, dar există o soluție - prin formarea de sol ~Teraformer~ fiecare nivel mărește spațiul pe planetă. ~Teraformerul~ mărește spațiul lăsând loc pentru încă 5 clădiri (din care 1 spațiu este folosit de clădire).

#### Flota
OGame este cunoscut pentru a fi un joc ce constă în bătălii cu nave, deci flota este extrem de importantă. Jucătorii cu flote mari se folosesc foarte des de ele pentru a sparge flotele mai mici, aparținând unor jucători mai slabi sau mai puțin organizați. O flotă puternică este cheia spre dominarea jocului. Navele importante sunt:
- Reciclatorul: este folosit pentru a recicla resturile formate prin distrugerea flotei adverse
- Colonizatorul: această navă este folosită pentru a coloniza o planetă nouă
- Transportoarele: transportă resurse iar
- Sateliții Solari produc energia necesară planetei
- Crucisatorul : nava foarte puternica de atac
- Nava de razboi : nava de atac superioara Crucisatorului
- Bombardierul: nava eficienta impotriva unitatilor de aparare
- Distrugatorul: regele navelor de razboi
- Interceptorul: este o nava mortala cand vine vorba de distrugerea flotelor inamice
- RIP: cea mai puternica nava de razboi

Construcția unei flote, se bazează pe cunoștințele acumulate în joc. Însă dacă ești Dima, te poți milogi de cei din jurul tău, pentru a nu te ataca astfel încât să poți face o flotă. 

#### Apărarea
Oponent al flotelor masive, există câteva avantaje pentru a fi un jucător defensiv. Dacă ești distrus, nu există nici o șansă ca atacatorul să recupereze pierderile prin distrugerea defensivei. Alt avantaj este cel că 70% din defensiva distrusă se va repara dacă va fi distrusă în luptă. Totuși dacă defensiva va fi distrusă de rachete inter-planetare (RAI) aceasta nu va fi reparată. Pentru a-ți proteja defensiva împotriva rachetelor inter-planetare se folosesc rachetele anti-balistice (RAB). Fiecare RAB distruge un RAI.

### Luna
Lunile se formează după ce flota a fost distrusă, rămășițele flotei distruse se acumulează pentru a forma o lună. Cu cât mai multe nave sunt distruse cu atât mai mare e șansa de a se forma o lună, dar aceasta nu poate depăși 20%. Pe o lună pot fi construite diferite clădiri (Jumpgate și Sensor Phalanx). În plus, deoarece Sensor Phalanx (care vede activitatea flotei de pe o planetă adversă) nu poate scana o lună, jucătorii își țin flotele de obicei pe luni.

### Misiunile
Spre deosebire de jocurile asemănătoare, OGame nu îți dă controlul direct al navelor. În schimb le comanzi navelor unde să zboare (prin sistemul de coordonate al jocului) și ce să facă când ajung la destinație. Flota ta poate fi interceptată în zbor doar când e pe o anumită planetă. Mișcarea flotei adverse poate fi urmărită cu ajutorul senzorului phalanx (care necesită o lună). Există 8 tipuri de misiuni în OGame:
- Transport - o misiune de transport este atunci când o navă (de obicei un transportor) este trimisă pe o planetă cu scopul de a livra resurse pe acea planetă. Nu există restricție de nave pentru acest tip de misiune. Poți trimite resurse pe ORICE planetă. Orice navă poate merge în misiune.
- Spionajul - o misiune de spionaj este atunci când Sondele de spionaj sunt trimise în orbita altor planete cu scopul de a afla tot ce se găsește pe respectiva planetă: clădiri, cercetare, flotă și apărare. Depinzând de nivelul tehnologiei de spionaj dintre cei 2 jucători și de numărul Sondelor trimise, clădirile, cecetarea, flota și defensiva pot fi văzute. Oricâte nave pot participa la această misiune cât timp există minim o Sondă de spionaj, dar șansa ca navele să fie doborâte crește dramatic.
- Atacul - o misiune de atac este una în care navele sunt trimise pe o altă planetă cu scopul de: fie a distruge navele inamice apoi reciclarea lor; fie de a distruge apărarea planetei (jucătorii numiți țestoase); sau pentru simpla jefuire a planetei respective. Orice nava poate participa la misiune, până și navele „pacifiste”.
- Reamplasare - este misunea prin care navele sunt timise pentru a se așeza pe o planetă apoi pentru a rămâne pe ea. Navele trimise prin această misiune nu se întorc la planeta de origine. Toate navele pot executa această misiune.
- Reciclarea - o misiune de reciclare este una prin care navele (Reciclatoarele) sunt trimise spre ruinele lăsate în urma unei lupte. Cât timp există un câmp de ruine această misiune poate fi executată cu orice nave (existența a cel puțin unui Reciclator este obligatorie).
- Colonizarea - misiunea de colonizare este misiunea prin care o navă (Colonizator) este trimisă spre o planetă (o planetă neocupată) și o colonizează. Nava se pierde în procedeu, lăsând în urmă totuși o sumă mică de resurse (metal ~500 + cristal ~500 ). Dacă colonizatorul este „escortat” restul navelor se întorc la punctul de plecare.
- Distrugerea Lunară - o misiune riscantă cu scopul de a distruge luna unui adversar. În misiune trebuie să existe cel puțin o Stea a Morții (Death Star din Războiul stelelor). În funcție de mărimea Lunii și de numărul Stelelor Morții se schimbă probabilitatea de a distruge luna și/sau pierde navele.
- Atac ACS - misiunea de atac cu posibilitatea de a învita și alți jucători în atac.
- Apărare ACS - misiunea prin care trimiți navele pe orbita planetei unui jucător pentru o perioadă de timp cu scopul de a o apăra împreună cu acesta (misiunea e posibilă dacă acel jucător este în alianța ta sau în lista de prieteni).
- Farm: este misiunea de atac pe diverse planete ale unor jucatori, prin care atacatorul are scopul de a distruge navele inamice, si a captura resursele planetei respective. Nu se considera Farm atunci cand jucatorul Squaker de pe Ogame.ro este atacat. Orice "farm" pe Squaker este considerat gainarie

## Unelte/Ajutor
- OGame-World
- Useful OGame Tools - Conține uneltele folosite de mulți jucători în OGame.
- OMarket - Unealtă pentru schimbul de resurse în Ogame.
- OGame CR Convertor Arhivat în 24 mai 2007, la Wayback Machine. - Convertor pentru batalii
- OGame Fan Page Pagina fanilor Ogame din Romania.